# Queen's Own Oxfordshire Hussars
Le Queen's Own Oxfordshire Hussars est un régiment de la Yeomanry, dans l'Armée de terre britannique, ayant servi de 1888 à 1922.